# Кванквасо, Рабиу
Мохаммед Рабиу Муса Кванквасо (род. 21 октября 1956, город Кванквасо, район местного управления Мадоби, штат Кано) — нигерийский политик, с 2003 по 2007 занимал пост министра обороны Нигерии, дважды избирался на пост губернатора штата Кано.

## Биография
С 1982 по 1983 обучался в Университете Мидлсекс. С 1983 по 1985 — в университете Лафборо. В 1992 году был избран представителем федерального избирательного округа от Мадоби. С 1999 по 2003 занимал должность губернатора штата Кано. В 2003 году проиграл губернаторские выборы, но в том же году Олусегуном Обасанджо был назначен министром обороны. 26 апреля 2011 он повторно был избран губернатором штата Кано. 29 мая принёс присягу.